# Wien Energie Gasnetz

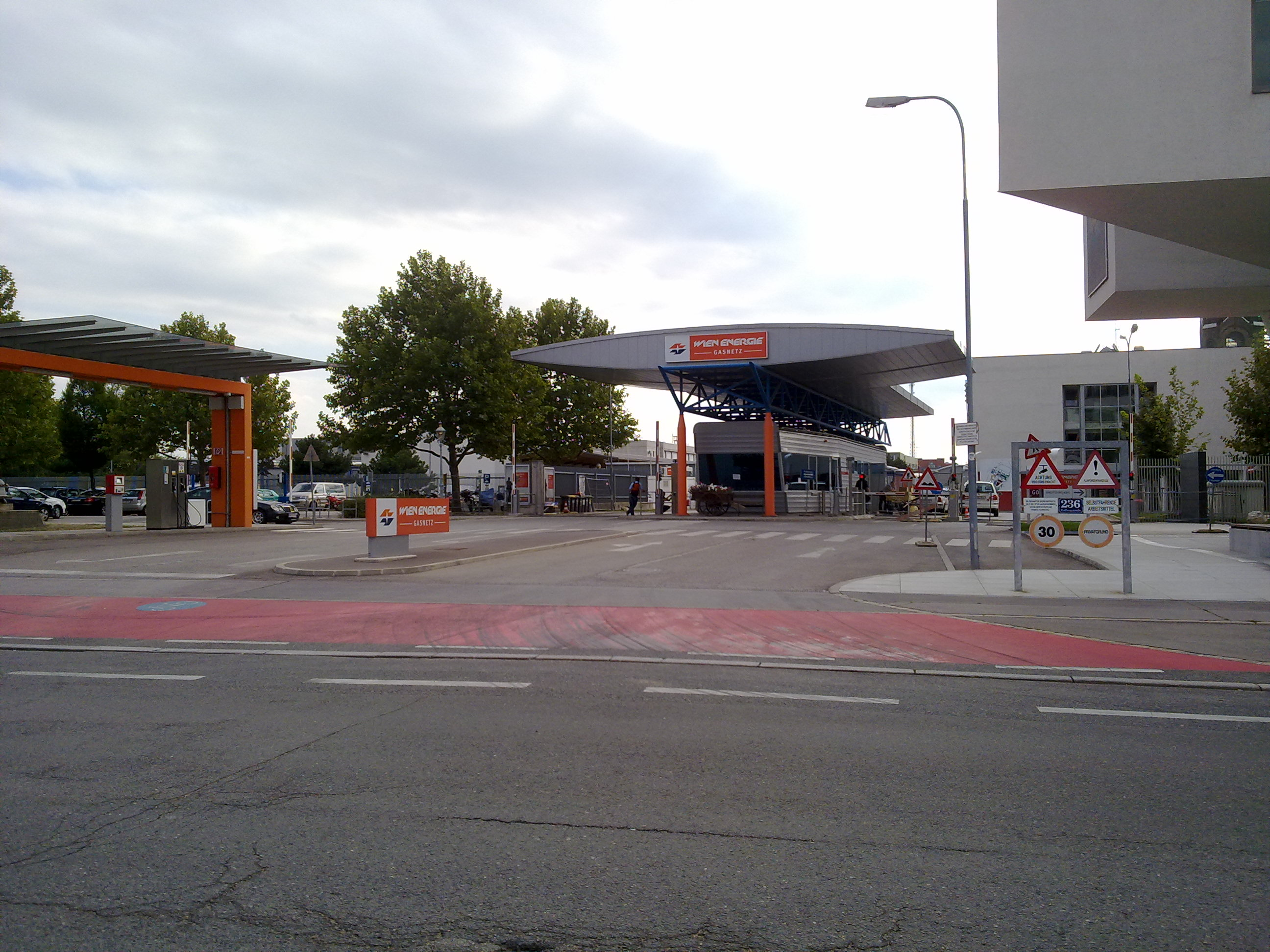
Einfahrt zur Wien Energie Gasnetz, am Gelände des ehemaligen Gaswerk Simmering

Die Wien Energie Gasnetz GmbH war ein Erdgas-Verteilernetzbetreiber und Teil der Wiener Stadtwerke Holding AG, die zu 100 % der Stadt Wien gehört. Mit Ende Juli 2013 wurde das Unternehmen gemeinsam mit Wien Energie Stromnetz zum neu gegründeten Unternehmen Wiener Netze fusioniert.

## Geschichte
Die Gründung des ersten Wiener Gaswerkes erfolgte 1899 mit dem Bau des Gaswerkes Simmering und den dazugehörigen Gasometern. Sie diente dem Zweck, die Gasversorgung der Stadt auf eigene Beine zu stellen und somit nicht mehr auf die Imperial-Continental-Gas-Association (ICGA) angewiesen zu sein. 1911 erfolgte der Anschluss der Wiener Außenbezirke durch das Gaswerk Leopoldau. Die Verträge der ICGA wurden nach diesem Jahr nicht mehr verlängert.
Während des Zweiten Weltkrieges wurden beide Gaswerke sowie das Rohrnetz zum Teil stark beschädigt. Kurz vor Kriegsende kam die gesamte Produktion zum Erliegen. Es dauerte bis Ende 1946, bis die ursprüngliche Versorgung durch die Wiederinbetriebnahme des Gaswerkes Leopoldau sichergestellt werden konnte. Aufgrund der Kohleknappheit wurden für die nächsten drei Jahre allerdings immer wieder Gassperrzeiten notwendig. 1978 wurde nach einer achtjährigen Umstell-Phase das zuvor verwendete Stadtgas, eine Mischung aus Kohle-, Generator- und Wassergas, durch das ungiftige Erdgas ersetzt.
Über die Jahre hinweg entwickelte sich das Unternehmen vom Gasproduzenten zum heutigen Verteilernetzbetreiber. 1998 wurde Wien Energie Gasnetz in seiner jetzigen Form gegründet, damals unter dem Namen Wiengas GmbH.

## Verteilernetz
Wien Energie Gasnetz betreibt das Verteilernetz für ganz Wien sowie 15 Umlandgemeinden Niederösterreichs. Das eingespeiste Erdgas kommt vorwiegend aus Russland, Norwegen sowie auch aus Österreich. Derzeit (Stand 2011) kann Österreich 20 Prozent des Eigenbedarfs selbst abdecken.
Insgesamt umfasst das Erdgas-Verteilernetz von Wien Energie Gasnetz rund 3500 Kilometer, etwa 670.000 Kunden werden über dieses Netz versorgt. Im Geschäftsjahr 2011/2012 wurden 1,9 Mrd. Nm³ Erdgas durchgeleitet.